# خورخه رودریگز (بازیکن فوتبال، زاده ۱۹۹۵)
خورخه رودریگز (انگلیسی: Jorge Rodríguez؛ زادهٔ ۱۵ سپتامبر ۱۹۹۵) بازیکن فوتبال اهل آرژانتین است.
از باشگاه‌هایی که در آن بازی کرده‌است می‌توان به باشگاه فوتبال بانفیلد اشاره کرد.